# Neon Jungle
Neon Jungle  fue un grupo británico de cuatro chicas compuesto por Shereen Cutkelvin, Amira McCarthy, Jess Plummer y Asami Zdrenka. Se dieron a conocer mundialmente a través de su segundo sencillo "Braveheart", al llegar al número 4 del UK Singles Chart. Su álbum debut en 2014, Welcome to the Jungle, en el que se incluye "Braveheart" podemos encontrar el sencillo top 10 "Welcome to the Jungle", al igual que las entradas en el top 20 de  "Trouble" y "Louder". Se separaron en  julio de 2015.

## Historia
El 10 de febrero de 2013, después de una serie de audiciones, Shereen Cutkelvin, Amira McCarthy, Jess Plummer y Asami Zdrenka fueron seleccionadas para formar el grupo. Recorrieron escuelas y radios de todo el Reino Unido para dar con su nombre. Según el grupo, a Plummer se le ocurrió el nombre de "Neon Jungle" durante la grabación del sencillo "Welcome To The Jungle", creyendo que reflejaba sus personalidades vibrantes.
En agosto de 2013, Neon Jungle publicó su primer sencillo "Trouble", el cual entró en el UK Singles Chart en el puesto n.º 12 y llegó al top 10 en US Billboard Dance/Electronic Digital Songs chart. Durante octubre, actuaron como teloneras de Jessie J en Alive Tour, y al mes siguiente anunciaron que estarían en el Victoria's Secret Fashion Show. Su segundo sencillo "Braveheart" , fue publicado en el Reino Unido en junio de 2014 y llegó al n.º 4 en la lista UK Singles Chart. El grupo había decidido que la energía del alto octanaje de la canción y el bajo mayor la convertían en la mejor opción para su segundo sencillo. Neon Jungle lanzó su sencillo "Welcome to the Jungle" como su tercer trabajo, debutando en el n.º 7. El 6 de julio de 2015, a través de su página oficial de Facebook, Neon Jungle declaró la separación de la girlband.
Actuaron en varios festivales de música del Reino Unido durante la mitad de 2014, incluyendo Wireless Festival, T in the Park y el Blackpool Illuminations Switch-On Festival Weekend. Su álbum de debut, Welcome to the Jungle, fue publicado en julio de 2014 seguido del sencillo "Louder" (n.º14), con entrada en la UK Albums Chart en el n.º 8.  En Welcome to the Jungle se incluyen colaboraciones de letras y producción de Charli XCX, CocknBullKid, Cassie Davis, Fear of Tigers, Snob Scrilla, y soFLY & Nius. El álbum incluye una versión de Banks, "Waiting Game", que produjo controversia después de que Banks reconociera públicamente su descontento meses después de la publicación de la versión, anterior a la de su propio álbum debut,  Goddess.

El contrato del grupo con RCA Records finalizó en mayo de 2015.En julio de 2015, Neon Jungle anunció a través de medios de comunicación social que se separarían.

## Estilo musical
Neon Jungle describe su música como "pop, com un poco de bashment, dubstep, grime and rock". Su sonido ha sido descrito por The Guardian como "pop-dance con una mezcla de punky" "el agit-pop de Icona Pop y el rumbling, el EDM-tinged que suena en las radios", y por The Independent como un "edgy pop". Plummer que el grupo "no tiene un estilo concreto de música, no queremos hacer sólo soul, R&B o hip-hop, queremos ser algo nuevo".
Zdrenka ha comentado sobre la diversidad de las voces, y describe a la de Cutkelvin como "soul", McCarthy como "áspera" y esa "voz tan potente", Plummer como "un bonito tono", y la suya propia como de "humor cambiante".

## Miembros

### Shereen Cutkelvin
Shereen Cutkelvin (nacida el 2 de diciembre de 1996 en Lanark, Escocia) es la más joven del grupo. Cutkelvin admite su timidez, pero afirma que "ha estado cantando desde que podía caminar y hablar". Se inspiró en su padre y le considera su "ídolo musical". Shereen siente que "nació en la generación equivocada", y menciona su amor por Motown y el soulful con los gustos de Diana Ross y The Temptations. Shereen publicó cover propias en YouTube, con videos de su familia. Más tarde fue descubierta e invitada a una audición, y menciona que ella recibió la llamada para confirmarle su puesto en el grupo en su camino de regreso a su casa en Escocia. También menciona que trabaja para Sony antes de unirse al grupo.

### Amira McCarthy
Amira McCarthy (nacida el de 2 de febrero de 1996 en Londres, Inglaterra) siempre ha sabido que se quería dedicar a esto. Ha dicho que en el momento que se dio cuenta de que el camino que quería era la música en lugar de actuar o bailar fue cuando ella participó en un concurso de canto en su escuela de Westminster Academy. De manera similar a Jess, Amira fue incitada a estar en el grupo, encontrada en el centro comercial Westfields, Londres. McCarthy más tarde audicionó y llegó a la final four.

### Jess Plummer
Jessica Kate "Jess" Plummer (nacida el 16 de septiembre de 1992 en Londres, Inglaterra). Es la mayor el grupo y ha trabajado como actriz. Apareció en dos episodios en la serie "Magos vs Alienígenas" de la CBBC. Sus ídolos musicales incluyen a  Mariah Carey, Rihanna y Jessie J. Jess fue descubierta a través del actual agente del grupo en Brick Lane, Londres, y desde allí fue invitada a audiciones.

### Asami Zdrenka
Asami Zdrenka (nacida el 15 de septiembre de 1995 en Japón) a pesar de nacer en Japón, su padre es británico, y se trasladó al Reino Unido cuando era pequeña. Zdrenka ha dicho que siempre le ha gustado cantar, y como una niña, cuando su padre le llevaba de vacaciones a Japón, haría cantar a su familia. La madre de Zdrenka fue cantante y el abuelo ha publicado álbumes en Japón. Además, fue encontrada en línea, por vídeos propios cantando en YouTube, llamando la atención de su actual discográfica.

## Discografía

### Álbumes de estudio
| Título                | Detalles del álbum                                                                                   | Posiciones máximas en listas | Posiciones máximas en listas |
| Título                | Detalles del álbum                                                                                   | R.U.                         | AUS                          |
| --------------------- | --- | ---------------------------- | ---------------------------- |
| Welcome to the Jungle | - Fecha de Lanzamiento: 28 de julio de 2014 - Label: Sony Music, RCA - Formato: Descarga digital, CD | 8                            | 48                           |

### Sencillos
| 2013                                                                      | "Trouble"               | 12 | –  | –  | 4 |                          | Welcome to the Jungle |
| 2014                                                                      | "Braveheart"            | 4  | 19 | 20 | 2 | - R.U.: Plata - AUS: Oro | Welcome to the Jungle |
| 2014                                                                      | "Welcome to the Jungle" | 7  | –  | 46 | 4 |                          | Welcome to the Jungle |
| 2014                                                                      | "Louder"                | 14 | –  | 86 | 6 |                          | Welcome to the Jungle |
| 2014                                                                      | "Can't Stop the Love"   | –  | –  | –  | – |                          | Welcome to the Jungle |
| "—" sencillo no que ha estado en lista o no ha sido publicado en ese país |                         |    |    |    |   |                          |                       |

## Giras
Teloneras
- Jessie J – Alive Tour (2013) (en Birmingham, Sheffield y Aberdeen)

## Premios y nominaciones
| Año  | Premio                            | Categoría                             | Resultado |
| ---- | --------------------------------- | ------------------------------------- | --------- |
| 2014 | "Glamour Women of the Year Awards | Banda del año                         | Nominadas |
| 2014 | Nickelodeon Kids' Choice Awards   | Favorito Breakthrough del Reino Unido | Nominadas |